# Shaky Shaky
 (septembre 2021).
Si vous disposez d'ouvrages ou d'articles de référence ou si vous connaissez des sites web de qualité traitant du thème abordé ici, merci de compléter l'article en donnant les références utiles à sa vérifiabilité et en les liant à la section « Notes et références ».
Shaky Shaky est un single de l'artiste de reggaeton portoricain Daddy Yankee issu de son huitième album studio El Disco Duro.
La chanson a été enregistrée en décembre 2015 et est sortie le 8 avril 2016 chez El Cartel Records. Elle a été écrite par Daddy Yankee, Urbani Urba Mota et Luis Rome Romero et produite par Los Evo Jedis, le duo d'Urbani Mota et Luis Romero.
La chanson est devenue le quatrième Billboard's Hot Latin Songs de Yankee et son premier Billboard Hot 100 depuis 2007. Son clip officiel, sorti le 14 juillet 2016, a dépassé Limbo (2012) en tant que vidéo YouTube la plus regardée de Daddy Yankee.

## Composition
Shaky Shaky est une chanson reggaeton composée en 4/4 avec 88 battements par minute. Selon Daddy Yankee, les voix principales ont été enregistrées en une seule prise et les paroles ont été improvisées lors d'une session d'enregistrement avec le duo de production Los Evo Jedis. Daddy Yankee et DJ Urba, membre du duo, avaient déjà travaillé ensemble sur des albums dont Los Homerun-es (2003), Barrio Fino (2004) et Barrio fino en directo (2005), mettant en avant des singles comme Gata Gangster , No Me Dejes Solo et Rompe. La ligne de basse du clavier est basée sur la guitare électrique du single Murder She Wrote de Chaka Demus & Pliers, sorti en 1992.

## Clip vidéo
Le clip vidéo a été tourné à Miami, New York et Los Angeles et a été publié le 14 juillet 2016, terminant l'année en tant que 23e vidéo YouTube la plus visionnée de 2016[réf. nécessaire]. Il montre Daddy Yankee et plus d'une centaine de danseurs dansant dans différents endroits, y compris un parking, des rues, des maisons et un centre commercial. La version vidéo remplace les mots jodedera (mot d'argot désignant le fait de déranger quelqu'un) et jodona (une femme qui aime s'amuser à déranger les autres) de la version single par gozadera (fête bruyante) et en la zona (dans la zone, ou dans le quartier). Le journal américain Latin Times a déclaré que la vidéo musicale est « brillante, vibrante, conviviale, amusante, contagieuse et envoie le message que la musique peut rassembler des gens du monde entier »[réf. nécessaire]. En décembre 2019, le clip de Shaky Shaky a reçu plus de 1,4 milliard de vues.

## Personnel
- Daddy Yankee - composition, chant
- Urbani Mota - producteur, mixage audio
- Luis Romero - producteur, mixage audio

## Dans les médias
Le spectacle philippin Eat Bulaga !, le programme de variétés de midi le plus ancien du pays, a créé un segment destiné aux personnes utilisant leur créativité tout en dansant sur la chanson. En août 2016, les animateurs de télévision argentins Zaira Nara et Gerardo Rozin ont dansé sur les ondes lors d'un programme de Morfi Telefé. Daddy Yankee a été informé de cela et les a félicité via Twitter[réf. nécessaire]. Le rappeur américain Snoop Dogg a dansé sur la piste lors de son concert à Punta Cana, en République dominicaine, le 16 décembre 2016. Plus tard ce mois-ci, la multinationale américaine Walmart a publié un spot télévisé sur Noël où des enfants secouaient leurs cadeaux afin de deviner ce qu'il y avait dedans pendant que Shaky Shaky été jouée. Olga Reyes, directrice artistique de Lopez Negrete Communications, a déclaré : « La musique est un élément clé de la campagne Walmart, et nous devions raconter l'histoire du matin de Noël, trouver le cadeau parfait et les enfants ouvrir les cadeaux. Dès que j'ai entendu Shaky Shaky, j'ai pu voir dans mon esprit les enfants qui secouaient ces cadeaux[réf. nécessaire].

## Classements
| Chart (2016-2017)                       | Meilleure position |
| --------------------------------------- | ------------------ |
| Chili (Monitor Latino)                  | 5                  |
| Colombie (Monitor Latino)               | 4                  |
| République dominicaine (Monitor Latino) | 2                  |
| Guatemala (Monitor Latino)              | 11                 |
| Mexique (Monitor Latino)                | 1                  |
| Mexique (Airplay)                       | 7                  |
| Mexique Streaming (AMPROFON)            | 6                  |
| Espagne (PROMUSICAE)                    | 25                 |
| Uruguay (Monitor Latino)                | 14                 |
| États-Unis (Hot 100)                    | 88                 |
| États-Unis (Hot Latin Songs)            | 1                  |
| États-Unis (Latin Airplay)              | 11                 |
| États-Unis (Latin Rhythm)               | 1                  |
| États-Unis (Tropical Songs)             | 1                  |
| Venezuela (National-Report)             | 42                 |

| Chart (2016)      | Meilleure position |
| ----------------- | ------------------ |
| Argentine (CAPIF) | 2                  |

| Chart (2016)                 | Position |
| ---------------------------- | -------- |
| Espagne (PROMUSICAE)         | 56       |
| États-Unis (Hot Latin Songs) | 8        |
| États-Unis (Tropical Songs)  | 12       |
| Venezuela (National-Report)  | 80       |